# Tori Franklin
Tori Franklin (Westmont, 7 ottobre 1992) è una triplista statunitense, detentrice del record nazionale indoor di specialità.

## Record nazionali
- Salto triplo indoor: 14,64 m ( Albuquerque, 14 febbraio 2020)

## Palmarès
| Anno | Manifestazione       | Sede       | Evento       | Risultato | Prestazione | Note                                     |
| ---- | -------------------- | ---------- | ------------ | --------- | ----------- | ---------------------------------------- |
| 2014 | Campionati NACAC U23 | Kamloops   | Salto triplo | Oro       | 13,42 m     |                                          |
| 2017 | Mondiali             | Londra     | Salto triplo | 13ª (q)   | 14,03 m     | Miglior prestazione personale            |
| 2018 | Mondiali indoor      | Birmingham | Salto triplo | 8ª        | 14,03 m     |                                          |
| 2018 | Campionati NACAC     | Toronto    | Salto triplo | Argento   | 14,09 m     |                                          |
| 2019 | Mondiali             | Doha       | Salto triplo | 9ª        | 14,08 m     |                                          |
| 2021 | Giochi olimpici      | Tokyo      | Salto triplo | 25ª (q)   | 13,68 m     |                                          |
| 2022 | Mondiali indoor      | Belgrado   | Salto triplo | 13ª       | 13,89 m     |                                          |
| 2022 | Mondiali             | Eugene     | Salto triplo | Bronzo    | 14,72 m     | Miglior prestazione personale stagionale |
| 2023 | Mondiali             | Budapest   | Salto triplo | Finale    | dns         |                                          |
| 2024 | Giochi olimpici      | Parigi     | Salto triplo | 14ª (q)   | 14,02 m     |                                          |

## Campionati nazionali
- 3 volte campionessa nazionale indoor del salto triplo (2017, 2018, 2020)

## Altre competizioni internazionali
2018
- 5ª in Coppa continentale ( Ostrava), salto triplo - 14,27 m